# 전윤영
전윤영(1985년 12월 26일 ~ )은 대한민국의 사진작가이다.
강원도 강릉 출신이며, 1985년 12월 26일 생인 그는 2016년 프랑스 렌즈컬쳐 포트레잇 부분에서 top을 수상하였고 2017년 프랑스 렌즈컬쳐 네트워크 전시에 초대되었다.